# Заикин, Николай Петрович
Николай Петрович Заикин (род. 4 мая 1951, д. Березуг) — советский и российский юрист, журналист, публицист и поэт, главный редактор научно-практического журнала «Законность» (с 1992). Заслуженный юрист Российской Федерации (1994).

## Биография
Николай Петрович Заикин родился 4 мая 1951 года в деревне Березуг Селижаровского района Тверской области.
Окончил среднюю школу, затем работал в сельском Доме культуры и на стройках Тверской области и Москвы.
После службы в вооруженных силах поступил на юридический факультет Московского государственного университета имени М. В. Ломоносова. После окончания вуза работал следователем.
В 1983 году поступил на работу в редакцию журнала «Социалистическая законность». Выступал с публикациями статей по специальным юридическим проблемам и судебных очерков.
С 1992 года — главный редактор журнала «Законность». Является автором поэтических сборников.
С 1996 года входил в состав научно-консультативного совета при Генеральной прокуратуре Российской Федерации.

## Награды
- Заслуженный юрист Российской Федерации (29 декабря 1994) — за заслуги в укреплении законности и многолетнюю добросовестную работу[2]

## Некоторые публикации

### Книги
- Заикин Н. П., Кондрашков Н. Н. Ответственность за нетрудовые доходы и развитие индивидуального труда. — М.: Профиздат, 1987. — 112 с. — 344 000 экз.
- Заикин Н. П. Промежутки бытия. — М.: Время, 2011. — 300 с. — (Поэтическая библиотека). — 1000 экз. — ISBN 978-5-9691-0672-7.
- Заикин Н. П. Даша: детские рассказики для взрослых. — М.: Время, 2012. — 221 с. — («Время» читать!). — ISBN 978-5-9691-0784-7.
- Заикин Н. П. Пределы смысла. — М.: Время, 2013. — 349 с. — (Поэтическая библиотека). — ISBN 978-5-9691-0870-7.
- Заикин Н. П. Настя: детские рассказики для взрослых. — М.: Время, 2013. — 271 с. — («Время» читать!). — 1000 экз. — ISBN 978-5-9691-1372-5.
- Заикин Н. П. Обстоятельства жизни. — М.: Время, 2016. — 125 с. — (Поэтическая библиотека). — 1000 экз. — ISBN 978-5-9691-1434-0.
- Заикин Н. П. Дневники. — М.: Время, 2018. — 159 с. — (Поэтическая библиотека). — 1000 экз. — ISBN 978-5-9691-1739-5.
- Заикин Н. П. Праздники и будни. — М.: Время, 2021. — 157 с. — (Поэтическая библиотека). — 1000 экз. — ISBN 978-5-9691-2075-4.
- Заикин Н. П. Музыка расставания. — М.: Время, 2023. — 164 с. — (Поэтическая библиотека). — 1000 экз. — ISBN 978-5-9691-2329-8.
- Заикин Н. П. Летучие года. — М.: Время, 2024. — 142 с. — (Поэтическая библиотека). — 1000 экз. — ISBN 978-5-9691-2513-1.

### Статьи
- Заикин Н. П., Синельщиков Ю. П. Предупредить правонарушения подростка // Социалистическая законность : научный журнал. — 1985. — № 1. — С. 31—34.
- Абушахмин Б. Ф., Баренбойм П. Д., Заикин Н. П. Почему нарушаются нормы профессиональной этики? // Социалистическая законность : научный журнал. — 1986. — № 12. — С. 45—47.
- Заикин Н. П. Юристы инюрколлегии — на защите прав и законных интересов // Социалистическая законность : научный журнал. — 1987. — № 3. — С. 30—32.
- Заикин Н. П. Новая экспертиза // Социалистическая законность : научный журнал. — 1987. — № 6. — С. 33—35.
- Заикин Н. П. Охота на прокурора // Смена : журнал. — 1989. — № 15. — С. 14—16.
- Заикин Н. П. Кость в горле // Смена : журнал. — 1989. — № 24. — С. 10—11.
- Заикин Н. П., Кутафин О. Е. МГЮА готовит кадры для прокуратуры // Законность : научный журнал. — 1997. — № 6. — С. 24—28.
- Заикин Н. П. Им здесь уютно и тепло // Огонёк : журнал. — 1999. — № 39. — С. 28—29.
- Заикин Н. П. Проект нового УПК дорабатывается // Законность : научный журнал. — 2000. — № 11. — С. 42—43.
- Долинская В. В., Заикин Н. П. Роль юридической периодики в подготовке и научной экспертизе диссертационных исследований // Цивилист : научный журнал. — 2008. — № 3. — С. 4—8.
- Долинская В. В., Заикин Н. П. Международная научно-практическая конференция «частное право: проблемы и тенденции развития» // Цивилист : научный журнал. — 2009. — № 1. — С. 93—102.
- Долинская В. В., Заикин Н. П. Взаимодействие науки, практики и юридической периодики // Юридическая наука и правоприменение (по материалам Первых Саратовских правовых чтений, Саратов, 5-6 июня 2008 г.) : сборник научных трудов. — 2009. — С. 52—53.
- Долинская В. В., Заикин Н. П. II Международная научно-практическая конференция «частное право: проблемы и тенденции развития» // Цивилист : научный журнал. — 2011. — № 1. — С. 107—114.
- Заикин Н. П. Давний друг журнала // Законность : научный журнал. — 2012. — № 6. — С. 57—58.
- Долинская В. В., Заикин Н. П. «Частное право: проблемы и тенденции развития»: отчёт о III международной научно-практической конференции // Цивилист : научный журнал. — 2013. — № 1. — С. 117—118.
- Заикин Н. П. Журналу — 80 лет // Законность : научный журнал. — 2014. — № 1. — С. 3.
- Заикин Н. П. Журналу — 90 лет // Законность : научный журнал. — 2024. — № 2. — С. 2—3.